# 템추크볼로쥐
템추크볼로쥐(Necromys temchuki)는 비단털쥐과에 속하는 남아메리카 설치류이다. 아르헨티나에서 발견된다.